# Eudes de Poitiers
Ne doit pas être confondu avec Eudes d'Aquitaine.

La France au début du XIe siècle.

Eudes de Poitiers ou Eudes d'Aquitaine (ou Odon, Othon ; mort en 1039) est duc de Gascogne en 1032, et comte de Poitiers et duc d'Aquitaine en 1038.

## Biographie
Eudes naît au début du XIe siècle il est le fils de Guillaume V d'Aquitaine dit le Grand, il hérite en 1032 de la Gascogne à la suite de la mort de son oncle Sanche Guillaume, frère de sa mère Brisque de Gascogne. 
En succédant à son demi-frère Guillaume le Gros, il devient brièvement comte de Poitiers et duc d'Aquitaine de décembre 1038 à mars 1039.
Apprenant la mort de son demi-frère survenue le 15 décembre 1038, il remonte depuis la Gascogne jusqu'à la Gâtine (région limitrophe entre l'Anjou et le Poitou) où il est arrêté au château de Germond tenu par Guillaume Ier de Parthenay (†1058).
Eudes meurt le 10 mars 1039 lors du siège du château de Mauzé en Aunis au cours de luttes  familiale contre son ancienne belle-mère Agnès de Bourgogne (troisième épouse de son père mort en 1030, qui s'était remariée en 1032 à Geoffroi Martel, futur comte d'Anjou en 1040, sous le nom de Geoffroi II d'Anjou).
À sa mort le comté de Poitiers et le duché d'Aquitaine reviennent à son demi-frère Guillaume Aigret, et le duché de Gascogne à son neveu Bernard II Tumapaler, comte d'Armagnac.